# Giải bóng đá Ngoại hạng Anh 2012–13
Giải bóng đá ngoại hạng Anh 2012–13 là mùa thứ 21 giải bóng đá cao nhất nước Anh được tổ chức kể khi đổi tên thành giải Ngoại hạng kể từ năm 1992. Lịch thi đấu mùa giải được công bố vào ngày 18 tháng 6 năm 2012. Mùa giải sẽ được tổ chức theo thể thức vòng tròn 2 lượt bắt đầu từ ngày 18 tháng 8 năm 2012 và kết thúc vào ngày 19 tháng 5 năm 2013.
Manchester City là đương kim vô địch của giải đấu. Mùa giải gồm 20 đội bóng tham dự, bao gồm 17 đội bóng tham dự mùa giải trước, cộng thêm 3 đội lên hạng từ giải Championship là: Reading, Southampton và West Ham United.
Ngày 22 tháng 4 năm 2013, trong trận đấu muộn vòng 34 giải Ngoại hạng Anh, Manchester United đã đánh bại Aston Villa 3-0, để chính thức lên ngôi vô địch giải Ngoại hạng Anh lần thứ 13 và vô địch nước Anh lần thứ 20.

## Đội lên hạng
Mùa giải 2011-12, ba đội xuống hạng là Wolverhampton Wanderers, Blackburn Rovers F.C. và Bolton Wanderers F.C. Wolverhampton bị xuống hạng ở vòng 35, Blackburn xuống hạng ở vòng áp chót sau khi thua Wigan 1-0 và Bolton xuống hạng ở vòng cuối cùng. Thay vào đó, Reading, Southamton và West Ham Untied lên hạng mùa 2012-13. Reading vô địch giải hạng nhất, Southamton đứng thứ nhì, còn West Ham phải đá Play-of với Blackpool và giành chiến thắng. 

## Sân vận động và vị trí
Ghi chú: Xếp theo thứ tự bảng chữ cái.
| Đội                  | Địa điểm            | Sân vận động               | Chỗ ngồi |
| -------------------- | ------------------- | -------------------------- | -------- |
| Arsenal              | London              | Emirates                   | 60,362   |
| Aston Villa          | Birmingham          | Villa Park                 | 42,785   |
| Chelsea              | London              | Stamford Bridge            | 41,798   |
| Everton              | Liverpool           | Goodison Park              | 39,571   |
| Fulham               | London              | Craven Cottage             | 25,700   |
| Liverpool            | Liverpool           | Anfield                    | 45,276   |
| Manchester City      | Manchester          | Etihad                     | 47,405   |
| Manchester United    | Manchester          | Old Trafford               | 75,765   |
| Newcastle United     | Newcastle upon Tyne | St James' Park             | 52,405   |
| Norwich City         | Norwich             | Carrow Road                | 27,224   |
| Queens Park Rangers  | London              | Sân vận động Loftus Road   | 18,439   |
| Reading              | Reading             | Sân vận động Madejski      | 24,197   |
| Southampton          | Southampton         | Sân vận động St Mary       | 32,689   |
| Stoke City           | Stoke-on-Trent      | Sân vận động Britannia     | 27,740   |
| Sunderland           | Sunderland          | Sân vận động Ánh sáng      | 48,707   |
| Swansea City         | Swansea             | Sân vận động Liberty       | 20,745   |
| Tottenham Hotspur    | London              | White Hart Lane            | 36,284   |
| West Bromwich Albion | West Bromwich       | Sân vận động The Hawthorns | 26,445   |
| West Ham United      | London              | Boleyn Ground              | 35,016   |
| Wigan Athletic       | Wigan               | Sân vận động DW            | 25,133   |

## Nhân sự

### Huấn luyện viên trưởng và đội trưởng
| Đội bóng             | Huấn luyện viên trưởng | Đội trưởng         | Thiết kế áo đấu | Tài trợ áo đấu     |
| -------------------- | ---------------------- | ------------------ | --------------- | ------------------ |
| Arsenal              | Arsène Wenger          | Thomas Vermaelen   | Nike            | Emirates           |
| Aston Villa          | Paul Lambert           | Ron Vlaar2         | Macron          | Genting Casinos    |
| Chelsea              | José Mourinho          | John Terry         | Adidas          | Samsung            |
| Everton              | David Moyes            | Phil Neville       | Nike            | Chang Beer         |
| Fulham               | Martin Jol             | Brede Hangeland    | Kappa           | FxPro              |
| Liverpool            | Brendan Rodgers        | Steven Gerrard     | Warrior Sports  | Standard Chartered |
| Manchester City      | Roberto Mancini        | Vincent Kompany    | Umbro           | Etihad Airways     |
| Manchester United    | Sir Alex Ferguson      | Nemanja Vidić      | Nike            | Aon                |
| Newcastle United     | Alan Pardew            | Fabricio Coloccini | Puma            | Virgin Money       |
| Norwich City         | Chris Hughton          | Grant Holt         | Erreà           | Aviva              |
| Queens Park Rangers  | Harry Redknapp         | Clint Hill         | Lotto           | AirAsia            |
| Reading              | Nigel Adkins           | Jobi McAnuff       | Puma            | Waitrose           |
| Southampton          | Mauricio Pochettino    | Adam Lallana       | Umbro           | aap3               |
| Stoke City           | Tony Pulis             | Ryan Shawcross     | Adidas          | Bet365             |
| Sunderland           | Paolo Di Canio         | Lee Cattermole     | Adidas          | Invest In Africa   |
| Swansea City         | Michael Laudrup        | Garry Monk         | Adidas          | 32Red              |
| Tottenham Hotspur    | André Villas-Boas      | Michael Dawson     | Under Armour    | Aurasma            |
| West Bromwich Albion | Steve Clarke           | Chris Brunt        | Adidas          | Zoopla             |
| West Ham United      | Sam Allardyce          | Kevin Nolan        | Macron          | SBOBET             |
| Wigan Athletic       | Roberto Martínez       | Gary Caldwell      | MiFit           | 12BET              |

### Thay đổi huấn luyện viên
| Đội                  | Huấn luyện viên cũ | Lý do                          | Ngày                 | Vị trí trên bảng xếp hạng   | Huấn luyện viên mới        | Ngày mua về          |
| -------------------- | ------------------ | ------------------------------ | -------------------- | --------------------------- | -------------------------- | -------------------- |
| West Bromwich Albion | Roy Hodgson        | Được bầu làm HLV đội tuyển Anh | 13 tháng 5 năm 2012  | Thứ hạng tại mùa giải trước | Steve Clarke               | 8 tháng 6 năm 2012   |
| Aston Villa          | Alex McLeish       | Sa thải                        | 14 tháng 5 năm 2012  | Thứ hạng tại mùa giải trước | Paul Lambert               | 2 tháng 6 năm 2012   |
| Liverpool            | Kenny Dalglish     | Sa thải                        | 16 tháng 5 năm 2012  | Thứ hạng tại mùa giải trước | Brendan Rodgers            | 1 tháng 6 năm 2012   |
| Swansea City         | Brendan Rodgers    | Chuyển đến Liverpool           | 1 tháng 6 năm 2012   | Thứ hạng tại mùa giải trước | Michael Laudrup            | 15 tháng 6 năm 2012  |
| Norwich City         | Paul Lambert       | Chuyển đến Aston Villa         | 4 tháng 6 năm 2012   | Thứ hạng tại mùa giải trước | Chris Hughton              | 7 tháng 6 năm 2012   |
| Tottenham Hotspur    | Harry Redknapp     | Sa thải                        | 13 tháng 6 năm 2012  | Thứ hạng tại mùa giải trước | André Villas-Boas          | 3 tháng 7 năm 2012   |
| Chelsea              | Roberto Di Matteo  | Sa thải                        | 21 tháng 11 năm 2012 | thứ 3                       | Rafael Benítez (tạm quyền) | 21 tháng 11 năm 2012 |
| Queens Park Rangers  | Mark Hughes        | Sa thải                        | 23 tháng 11 năm 2012 | thứ 20                      | Harry Redknapp             | 24 tháng 11 năm 2012 |
| Southampton          | Nigel Adkins       | Sa thải                        | 18 tháng 1 năm 2013  | thứ 15                      | Mauricio Pochettino        | 18 tháng 1 năm 2013  |
| Reading              | Brian McDermott    | Sa thải                        | 11 tháng 3 năm 2013  | thứ 15                      | Nigel Adkins               | 26 tháng 3 năm 2013  |
| Sunderland           | Martin O'Neill     | Sa thải                        | 31 tháng 3 năm 2013  | thứ 16                      | Paolo Di Canio             | 31 tháng 3 năm 2013  |
| Chelsea              | Rafael Benítez     | Kết thúc tạm quyền             | 21 tháng 4 năm 2013  | thứ 3                       | José Mourinho              | 21 tháng 4 năm 2013  |

## Bảng xếp hạng
| XH | Đội                     | Tr | T  | H  | T  | BT | BB | HS  | Đ  | Lên hay xuống hạng                                  |
| -- | ----------------------- | -- | -- | -- | -- | -- | -- | --- | -- | --------------------------------------------------- |
| 1  | Manchester United (C)   | 38 | 28 | 5  | 5  | 86 | 43 | +43 | 89 | Vòng bảng UEFA Champions League                     |
| 2  | Manchester City         | 38 | 23 | 9  | 6  | 66 | 34 | +32 | 78 | Vòng bảng UEFA Champions League                     |
| 3  | Chelsea                 | 38 | 22 | 9  | 7  | 75 | 39 | +36 | 75 | Vòng bảng UEFA Champions League                     |
| 4  | Arsenal                 | 38 | 21 | 10 | 7  | 72 | 37 | +35 | 73 | Vòng Play-off UEFA Champions League                 |
| 5  | Tottenham Hotspur       | 38 | 21 | 9  | 8  | 66 | 46 | +20 | 72 | Vòng Play-off UEFA Europa League 2013-14            |
| 6  | Everton                 | 38 | 16 | 15 | 7  | 55 | 40 | +15 | 63 |                                                     |
| 7  | Liverpool               | 38 | 16 | 13 | 9  | 71 | 43 | +28 | 61 |                                                     |
| 8  | West Bromwich Albion    | 38 | 14 | 7  | 17 | 53 | 57 | −4  | 49 |                                                     |
| 9  | Swansea City            | 38 | 11 | 13 | 14 | 47 | 51 | −4  | 46 | Vòng loại thứ ba UEFA Europa League 2013-14 1       |
| 10 | West Ham United         | 38 | 12 | 10 | 16 | 45 | 53 | −8  | 46 |                                                     |
| 11 | Norwich City            | 38 | 10 | 14 | 14 | 41 | 58 | −17 | 44 |                                                     |
| 12 | Fulham                  | 38 | 11 | 10 | 17 | 50 | 60 | −10 | 43 |                                                     |
| 13 | Stoke City              | 38 | 9  | 15 | 14 | 34 | 45 | −11 | 42 |                                                     |
| 14 | Southampton             | 38 | 9  | 14 | 15 | 49 | 60 | −11 | 41 |                                                     |
| 15 | Aston Villa             | 38 | 10 | 11 | 17 | 47 | 69 | −22 | 41 |                                                     |
| 16 | Newcastle United        | 38 | 11 | 8  | 19 | 45 | 68 | −23 | 41 |                                                     |
| 17 | Sunderland              | 38 | 9  | 12 | 17 | 41 | 54 | −13 | 39 |                                                     |
| 18 | Wigan Athletic (XH)     | 38 | 9  | 9  | 20 | 47 | 73 | –26 | 36 | Vòng bảng UEFA Europa League 2013–14 2              |
| 18 | Wigan Athletic (XH)     | 38 | 9  | 9  | 20 | 47 | 73 | –26 | 36 | Xuống chơi tại Football League Championship 2013-14 |
| 19 | Reading (R)             | 38 | 6  | 10 | 22 | 43 | 73 | −30 | 28 | Xuống chơi tại Football League Championship 2013-14 |
| 20 | Queens Park Rangers (R) | 38 | 4  | 13 | 21 | 30 | 60 | −30 | 25 | Xuống chơi tại Football League Championship 2013-14 |

Nguồn: Barclays Premier League
Quy tắc xếp hạng: 1. Điểm; 2. Hiệu số bàn thắng; 3. Số bàn thắng.
1Swansea vô địch Cúp Liên đoàn bóng đá Anh 2012-13 nên tham dự Vòng loại thứ ba UEFA Europa League 2013–14
2Wigan Athletic dự Vòng bảng UEFA Europa League 2013–14
(VĐ) = Vô địch; (XH) = Xuống hạng; (LH) = Lên hạng; (O) = Thắng trận Play-off; (A) = Lọt vào vòng sau. 
Chỉ được áp dụng khi mùa giải chưa kết thúc: 
(Q) = Lọt vào vòng đấu cụ thể của giải đấu đã nêu; (TQ) = Giành vé dự giải đấu, nhưng chưa tới vòng đấu đã nêu.

## Kết quả thi đấu
| S.nhà ╲ S.khách              | ARS | AST | CHE | EVE | FUL | LIV | MCI | MUN | NEW | NOR | QPR | REA | SOT | STO | SUN | Bản mẫu:Fb team Swansea City | TOT | WBA | WHA | WIG |
| Arsenal                      |     | 2–1 | 1–2 | 0–0 | 3–3 | 2–2 | 0–2 | 1–1 | 7–3 | 3–1 | 1–0 | 4–1 | 6–1 | 1–0 | 0–0 | 0–2                          | 5–2 | 2–0 | 5–1 | 4–1 |
| Aston Villa                  | 0–0 |     | 1–2 | 1–3 | 1–1 | 1–2 | 0–1 | 2–3 | 1–2 | 1–1 | 3–2 | 1–0 | 0–1 | 0–0 | 6–1 | 2–0                          | 0–4 | 1–1 | 2–1 | 0–3 |
| Chelsea                      | 2–1 | 8–0 |     | 2–1 | 0–0 | 1–1 | 0–0 | 2–3 | 2–0 | 4–1 | 0–1 | 4–2 | 2–2 | 1–0 | 2–1 | 2–0                          | 2–2 | 1–0 | 2–0 | 4–1 |
| Everton                      | 1–1 | 3–3 | 1–2 |     | 1–0 | 2–2 | 2–0 | 1–0 | 2–2 | 1–1 | 2–0 | 3–1 | 3–1 | 1–0 | 2–1 | 0–0                          | 2–1 | 2–1 | 2–0 | 2–1 |
| Fulham                       | 0–1 | 1–0 | 0–3 | 2–2 |     | 1–3 | 1–2 | 0–1 | 2–1 | 5–0 | 3–2 | 2–4 | 1–1 | 1–0 | 1–3 | 1–2                          | 0–3 | 3–0 | 3–1 | 1–1 |
| Liverpool                    | 0–2 | 1–3 | 2–2 | 0–0 | 4–0 |     | 2–2 | 1–2 | 1–1 | 5–0 | 1–0 | 1–0 | 1–0 | 0–0 | 3–0 | 5–0                          | 3–2 | 0–2 | 0–0 | 3–0 |
| Manchester City              | 1–1 | 5–0 | 2–0 | 1–1 | 2–0 | 2–2 |     | 2–3 | 4–0 | 2–3 | 3–1 | 1–0 | 3–2 | 3–0 | 3–0 | 1–0                          | 2–1 | 1–0 | 2–1 | 1–0 |
| Manchester United            | 2–1 | 3–0 | 0–1 | 2–0 | 3–2 | 2–1 | 1–2 |     | 4–3 | 4–0 | 3–1 | 1–0 | 2–1 | 4–2 | 3–1 | 2–1                          | 2–3 | 2–0 | 1–0 | 4–0 |
| Newcastle United             | 0–1 | 1–1 | 3–2 | 1–2 | 1–0 | 0–6 | 1–3 | 0–3 |     | 1–0 | 1–0 | 1–2 | 4–2 | 2–1 | 0–3 | 1–2                          | 2–1 | 2–1 | 0–1 | 3–0 |
| Norwich City                 | 1–0 | 1–2 | 0–1 | 2–1 | 0–0 | 2–5 | 3–4 | 1–0 | 0–0 |     | 1–1 | 2–1 | 0–0 | 1–0 | 2–1 | 2–2                          | 1–1 | 4–0 | 0–0 | 2–1 |
| Queens Park Rangers          | 0–1 | 1–1 | 0–0 | 1–1 | 2–1 | 0–3 | 0–0 | 0–2 | 1–2 | 0–0 |     | 1–1 | 1–3 | 0–2 | 3–1 | 0–5                          | 0–0 | 1–2 | 1–2 | 1–1 |
| Reading                      | 2–5 | 1–2 | 2–2 | 2–1 | 3–3 | 0–0 | 0–2 | 3–4 | 2–2 | 0–0 | 0–0 |     | 0–2 | 1–1 | 2–1 | 0–0                          | 1–3 | 3–2 | 1–0 | 0–3 |
| Southampton                  | 1–1 | 4–1 | 2–1 | 0–0 | 2–2 | 3–1 | 3–1 | 2–3 | 2–0 | 1–1 | 1–2 | 1–0 |     | 1–1 | 0–1 | 1–1                          | 1–2 | 0–3 | 1–1 | 0–2 |
| Stoke City                   | 0–0 | 1–3 | 0–4 | 1–1 | 1–0 | 3–1 | 1–1 | 0–2 | 2–1 | 1–0 | 1–0 | 2–1 | 3–3 |     | 0–0 | 2–0                          | 1–2 | 0–0 | 0–1 | 2–2 |
| Sunderland                   | 0–1 | 0–1 | 1–3 | 1–0 | 2–2 | 1–1 | 1–0 | 0–1 | 1–1 | 1–1 | 0–0 | 3–0 | 1–1 | 1–1 |     | 0–0                          | 1–2 | 2–4 | 3–0 | 1–0 |
| Bản mẫu:Fb team Swansea City | 0–2 | 2–2 | 1–1 | 0–3 | 0–3 | 0–0 | 0–0 | 1–1 | 1–0 | 3–4 | 4–1 | 2–2 | 0–0 | 3–1 | 2–2 |                              | 1–2 | 3–1 | 3–0 | 2–1 |
| Tottenham Hotspur            | 2–1 | 2–0 | 2–4 | 2–2 | 0–1 | 2–1 | 3–1 | 1–1 | 2–1 | 1–1 | 2–1 | 3–1 | 1–0 | 0–0 | 1–0 | 1–0                          |     | 1–1 | 3–1 | 0–1 |
| West Bromwich Albion         | 1–2 | 2–2 | 2–1 | 2–0 | 1–2 | 3–0 | 1–2 | 5–5 | 1–1 | 2–1 | 3–2 | 1–0 | 2–0 | 0–1 | 2–1 | 2–1                          | 0–1 |     | 0–0 | 2–3 |
| West Ham United              | 1–3 | 1–0 | 3–1 | 1–2 | 3–0 | 2–3 | 0–0 | 2–2 | 0–0 | 2–1 | 1–1 | 4–2 | 4–1 | 1–1 | 1–1 | 1–0                          | 2–3 | 3–1 |     | 2–0 |
| Wigan Athletic               | 0–1 | 2–2 | 0–2 | 2–2 | 1–2 | 0–4 | 0–2 | 0–4 | 2–1 | 1–0 | 2–2 | 3–2 | 2–2 | 2–2 | 2–3 | 2–3                          | 2–2 | 1–2 | 2–1 |     |

Cập nhật lần cuối: 22 tháng 4 năm 2013.
Nguồn: Premier League
1 ^ Đội chủ nhà được liệt kê ở cột bên tay trái.
Màu sắc: Xanh = Chủ nhà thắng; Vàng = Hòa; Đỏ = Đội khách thắng.
a nghĩa là có bài viết về trận đấu đó.

## Bàn thắng

### Top ghi bàn
Tính đến ngày 22 tháng 4 năm 2013
| Số thứ tự | Cầu thủ           | Câu lạc bộ           | Số bàn thắng |
| --------- | ----------------- | -------------------- | ------------ |
| 1         | Robin van Persie  | Manchester United    | 24           |
| 2         | Luis Suárez       | Liverpool            | 23           |
| 3         | Gareth Bale       | Tottenham Hotspur    | 18           |
| 4         | Michu             | Swansea City         | 17           |
| 5         | Demba Ba          | Chelsea              | 15           |
| 5         | Christian Benteke | Aston Villa          | 15           |
| 7         | Rickie Lambert    | Southampton          | 14           |
| 8         | Dimitar Berbatov  | Fulham               | 13           |
| 8         | Romelu Lukaku     | West Bromwich Albion | 13           |
| 10        | Santi Cazorla     | Arsenal              | 12           |
| 10        | Edin Džeko        | Manchester City      | 12           |
| 10        | Frank Lampard     | Chelsea              | 12           |
| 10        | Wayne Rooney      | Manchester United    | 12           |

### Hat-trick
| Cầu thủ          | Đội               | Đáu với          | Kết quả | Ngày                 |
| ---------------- | ----------------- | ---------------- | ------- | -------------------- |
| Robin van Persie | Manchester United | Southampton      | 3–2     | 2 tháng 9 năm 2012   |
| Luis Suárez      | Liverpool         | Norwich City     | 5–2     | 29 tháng 9 năm 2012  |
| Jordi Gómez      | Wigan Athletic    | Reading          | 3–2     | 24 tháng 11 năm 2012 |
| Santi Cazorla    | Arsenal           | Reading          | 5–2     | 17 tháng 12 năm 2012 |
| Gareth Bale      | Tottenham Hotspur | Aston Villa      | 4–0     | 26 tháng 12 năm 2012 |
| Theo Walcott     | Arsenal           | Newcastle United | 7–3     | 29 tháng 12 năm 2012 |
| Shinji Kagawa    | Manchester United | Norwich City     | 4–0     | 2 tháng 3 năm 2013   |
| Luis Suárez      | Liverpool         | Wigan Athletic   | 4–0     | 2 tháng 3 năm 2013   |
| Robin van Persie | Manchester United | Aston Villa      | 3–0     | 22 tháng 4 năm 2013  |

### Bàn thắng
- Bàn đầu tiên của mùa giải: Michu, trong trận Swansea City đấu với Queens Park Rangers (18 tháng 8 năm 2012)[42]
- Bàn thắng nhanh nhất: 20 giây, Theo Walcott ghi trong trận Arsenal gặp Queens Park Rangers (4 tháng 5 năm 2013)[43]
- Trận thắng có cách biệt lớn nhất: 8 bàn

- Chelsea 8–0 Aston Villa (23 tháng 12,  2012)

- Trận nhiều bàn thắng nhất: 10 bàn

- Arsenal 7–3 Newcastle United (29 tháng 12 năm 2012)

- Trận đấu đội thắng ghi được nhiều bàn nhất: 8 bàn

- Chelsea 8–0 Aston Villa (23 tháng 12 năm 2012)

- Trận đấu đội thua ghi được nhiều bàn thắng nhất: 3 bàn

- Reading 3–4 Manchester United (1 tháng 12 năm 2012)
- Swansea City 3–4 Norwich City (8 tháng 12 năm 2012)
- Manchester United 4–3 Newcastle United (26 tháng 12 năm 2012)
- Norwich City 3–4 Manchester City (29 tháng 12 năm 2012)
- Arsenal 7–3 Newcastle United (29 tháng 12 năm 2012)

### Giữ sạch lưới
- Đội bóng giữ sạch lưới nhiều trận nhất:[2]

- Manchester City, 15 trận giữ sạch lưới

- Đọi bóng giữ sạch lưới ít trận nhất:[2]

- Reading, 4 trận giữ sạch lưới

### Thẻ vàng, thẻ đỏ
- Câu lạc bộ nhận nhiều thẻ vàng nhất:[44]

- Aston Villa (67 chiếc thẻ vàng)

- Cầu thủ nhận nhiều thẻ vàng nhất:[45]

- Craig Gardner (Sunderland), 10 chiếc thẻ vàng

- Câu lạc bộ nhận nhiều thẻ đỏ nhất:[44]

- Arsenal (5 chiếc thẻ đỏ)

- Cầu thủ nhận nhiều thẻ đỏ nhất:[45]

- Steven Pienaar (Everton)
- Steve Sidwell (Fulham)

Mỗi cầu thủ đều phải nhận 2 chiếc thẻ đỏ.